# Eduard Wouters
Josephus Eduardus (Eduard) Wouters (Mol, 24 november 1865 – Beerse, 24 oktober 1952) was een Belgisch industrieel en politicus voor de Katholieke Partij en het Katholiek Verbond van België.

## Levensloop
Hij werd geboren in het gezin van een sluiswachter te Mol. Later vestigde hij zich als brugdraaier te Beerse. In zijn vrije uren vervaardigde hij klompen. Vanaf 1900 werd hij actief in de bakstenennijverheid. Hij wist zich op te werken en richtte vervolgens zelf een aantal steenbakkerijen op. Hij bezat twaalf steenbakkerijen aan beide kanten van het kanaal Antwerpen-Turnhout die verbonden waren met elkaar door middel van de Hoge Brug, tevens bezat hij een zeepziederij en een suikerfabriek. Als een van de eerste introduceerde hij elektrische aandrijving in zijn fabrieken.
Hij werd aangesteld als schepen op 15 oktober 1911, een functie die hij zou uitoefenen tot zijn aanstelling als waarnemend burgemeester in september 1912. Hij was burgemeester te Beerse van 28 december 1912 tot 30 mei 1921. Hij werd opgevolgd in deze functie door Jozef Rommens.
In navolging van zijn collega steenbakker en voorganger als burgemeester Frans De Roover stelde hij zich kandidaat als provincieraadslid in 1913. Voor de poll rond de aanstelling van de katholieke kandidaat mobiliseerde hij honderden Beersenaren. Dit maakte hem niet populair bij de Turnhoutse katholieke burgerij. Hij werd evenwel uitgeroepen tot katholiek kandidaat en bij gebrek aan een concurrerende kieslijst aangesteld als provincieraadslid. In 1921 verliet hij de politiek, in 1926 werd hij echter opnieuw verkozen als gemeenteraadslid.
Eind jaren 30 ging zijn imperium ten onder ten gevolge van de Grote Depressie.
Hij was de schoonvader van Remi Baelden, die eveneens burgemeester was te Beerse.